# Les Vinyes (el Coll)

Les Vinyes, dins del terme de Granera

Les Vinyes és un paratge del terme municipal de Granera, a la comarca del Moianès.
Està situat en el sector occidental del terme, al nord-oest del Barri de l'Església, al nord-est de la masia de la Roca i a prop, i també al nord-oest, de les roques de Caldat. És a l'est-sud-est de la masia del Coll, just al sud del lloc per on discorre el camí de Monistrol de Calders a Granera, damunt i a la dreta del torrent de la Roca.